# Futsal-Ozeanienmeisterschaft 2013
Die Futsal-Ozeanienmeisterschaft 2013 fand in Auckland, Neuseeland vom  23. Juli bis zum 27. Juli 2013 statt. Es war die neunte Meisterschaft. Es wurde in der Trusts Arena gespielt.
Acht Mannschaften nahmen Teil, darunter Australien, die eingeladen wurden, nachdem sie 2006 die OFC verließen und Malaysia, die auch nicht Mitglied des OFC sind. Auch nahm die Mannschaft "New Zealand Invitational" auf Einladung Neuseelands teil.
Australien  wurden zum fünften Mal Meister.

## Spiele

### Vorrunde

#### Gruppe A
| Pl. | Verein        | Sp. | S | U | N | Tore    | Diff. | Punkte |
| --- | ------------- | --- | - | - | - | ------- | ----- | ------ |
| 1.  | Malaysia      | 3   | 3 | 0 | 0 | 019:500 | +14   | 09     |
| 2.  | Neuseeland    | 3   | 2 | 0 | 1 | 015:130 | +2    | 06     |
| 3.  | Salomonen     | 3   | 1 | 0 | 2 | 011:150 | −4    | 03     |
| 4.  | Neukaledonien | 3   | 0 | 0 | 3 | 009:220 | −13   | 0      |

#### Gruppe B
| Pl. | Verein                   | Sp. | S | U | N | Tore    | Diff. | Punkte |
| --- | ------------------------ | --- | - | - | - | ------- | ----- | ------ |
| 1.  | Australien               | 3   | 3 | 0 | 0 | 017:100 | +16   | 09     |
| 2.  | Französisch-Polynesien   | 3   | 2 | 0 | 1 | 007:500 | +2    | 06     |
| 3.  | Vanuatu                  | 3   | 1 | 0 | 2 | 011:150 | −4    | 03     |
| 4.  | New Zealand Invitational | 3   | 0 | 0 | 3 | 004:180 | −14   | 0      |

### Halbfinale
Malaysia 3-3(n. V.) 4-3(n. P.)  Französisch-Polynesien

 Australien 2-0  Neuseeland

### Spiel um Platz 3
Französisch-Polynesien 0-1  Neuseeland

### Finale
Malaysia 1-5  Australien

## Ehrungen
| Award              | Player              |
| ------------------ | ------------------- |
| Goldener Ball      | Dylan Manickum      |
| Goldener Schuh     | Toby Seeto          |
| Goldene Handschuhe | Angelo Konstantinou |